# Vestre Høgvagltinden
De Vestre Høgvagltinden is een berg behorende bij de gemeente Luster in de provincie Sogn og Fjordane in Noorwegen. De berg, gelegen in Nationaal park Jotunheimen, heeft een hoogte van 1967 meter.
De Vestre Høgvagltinden is onderdeel van het gebergte Jotunheimen.